# يونغ جمب الأسبوعية
يونغ جمب الأسبوعية (週刊ヤングジャンプ شوكان يانغُ جانبُو)، أُطلقت عام 1979، هي مجلة يابانية أسبوعية تقوم بنشر مانغا سينن في كل إصدار. تُنشر المجلة من قبل شويشا تحت خط مجلات جمب. فصول السلسلة المنشورة في المجلة تستهدف القراء الذكور الراشدين وتميل إلى احتوائها على قدر كبير من العنف وقدر لا بأس به من الإيتشي والمقامرة.
لدى يونغ جمب الأسبوعية إصداران خاصان، مسميان ميراكل جمب (تُسلسِل شهرياً) وأوهارو (تُسلسِل بشكل غير منتظم). ولدى يونغ جمب الأسبوعية مجلات أخوات هي: ألترا جمب، غراند جمب (ابتكرت بعد سقوط سوبر جمب وبزنس جمب) وجمب إكس.

## التاريخ
أُطلقت يونغ جمب الأسبوعية في 1979 باسم يونغ جمب (مزخرفة كـ"YOUNG JUMP") وصممت لتكون خيار مانغا السينن لمقتطفتهم الشهيرة شونن جمب الأسبوعية التي تستهدف جمهور الذكور . كلمة يونغ في يونغ جمب الأسبوعية ترجمة «سينن» التي تعني «شاب» أو «شباب». في 2008، روزن ميدن من كومك بيرز الشهرية خُطط ليعاد بدؤها في مجلة يونغ جمب الأسبوعية. أيضاً في 2008، أُصدرت طبعة فرعية مشابهة لـشونن جمب الأسبوعية تدعى يونغ جمب الشهرية.

## الميزات

### السلسلات
هناك حالياً 30 عنوان مانغا تُسلسَل بشكل منتظم في يونغ جمب الأسبوعية. من بين السلسلات الإحدى والثلاثين، ثلاث سلسلات تُسلسَل شهرياً، خمس سلسلات تُسلسَل بشكل غير منتظم، وبابا نو إيو كوتو أو كيكيناساي!〜روجوه كانساتسو كينكيو نيشّي〜 متوقفة حالياً.
| عنوان السلسلة | المؤلف                                         | بدأت        |
| --- | ---------------------------------------------- | ----------- |
| 81دايفر (ハチワンダイバー Hachiwan Daibā) | يوكوسارو شيباتا                                | ديسمبر 2006 |
| باكوماتسو غورينتاي (幕末紅蓮隊 Bakumatsu Gurentai) | هيروشي موتوميا                                 | يونيو 2013  |
| بيشاري غُراشي (べしゃり暮らし Beshari Gurashi) | ماسانوري موريتا                                | يناير 2007  |
| سايكلوبس شوجو سايبو (サイクロプス少女さいぷ〜 Saikuropusu Shōjo Saipūū)                                                                                                   | توراياسو                                       | يوليو 2011  |
| ديستروي آند ريفولوشن (デストロイ アンド レボリューション Desutoroi Ando Reboryūshon)                                                                                      | كوجي موري                                      | أكتوبر 2010 |
| غوكوكوكو نو برونهلده (極黒のブリュンヒルデ Gokukoku no Buryunhirude) | لين أوكاموتو                                   | يناير 2012  |
| غراند سلام (グランドスラム Gurando Suramu) | كيه كاوانو                                     | مارس 2011   |
| غُنجوه سنكي (群青戦記 グンジョーセンキ Gunjō Senki) | ماساكي كاساهارا                                | أغسطس 2013  |
| هييييسيه بوليسمن!! (へ〜せいポリスメン!! Heeeesei Porisumen) | سوهييه إينابا                                  | يناير 2010  |
| هيبي روك (日々ロック Hibi Rokku) | كاتسوماسا إينوكيا                              | يونيو 2010  |
| هيموتو! أُمارو-تشان (干物妹!うまるちゃん Himōto! Umaru-chan) | سانكاكو هيد                                    | مارس 2013   |
| إينوسان (イノサン Inosan) | شينيتشي ساكاموتو، ماساكازو أداتشي              | يناير 2013  |
| كاكوريّو مونوغاتاري (かくりよものがたり Kakuriyo Monogatari) | ريو فوجيساكي                                   | يوليو 2013  |
| كامن تيتشر بلاك (仮面ティーチャーBLACK Kamen Tīchā BLACK) | تورو فوجيساوا                                  | أبريل 2013  |
| كينغدوم (キングダム Kingudamu) | ياسوهيسا هارا                                  | يناير 2006  |
| لاير غيم (ライアーゲーム Raiā Gēmu) | شينوبو كايتاني                                 | فبراير 2005 |
| ميناموتو-كُن مونوغاتاري (源君物語 Minamoto-kun Monogatari) | مينوري إينابا                                  | سبتمبر 2011 |
| مونغريل (モングレル Mongureru) | كاتسوتوشي موراسه                               | يوليو 2013  |
| نيجيماكي كاغيوو (ねじまきカギュー Nejimaki Kagyū) | أتسوشي ناكاياما                                | فبراير 2011 |
| نيبونغو (ニポンゴ Nibongo) | إيغومي سورا                                    | يونيو 2012  |
| بابا نو إيوكوتو أو كيكيناساي!〜روجوه كانساتسو كينكيو نيشّي〜 (パパのいうことを聞きなさい!〜路上観察研究日誌〜 Papa no Iukoto o Kikinasai! 〜Rojō Kansatsu Kenkyū Nisshi〜) | توموهيرو ماتسو، هيروتسوغو ميّانو، يوكا ناكاجيما | أكتوبر 2011 |
| ريال (リアル Riaru) | تاكيهيكو إينوي                                 | أكتوبر 1999 |
| روزن ميدن (ローゼンメイデン Rōzen Meiden) | بيتش-بت                                        | أبريل 2008  |
| جندي الساموراي (サムライソルジャー Samurai Sorujā) | ريويتشيرو ياماموتو                             | فبراير 2008 |
| شيرايوكيهيمه تو 7-نين نو ماجو (白雪姫と7人の囚人 Shirayuki-hime to 7-nin no Majo)                                                                                         | كوروكو يابوغتشي                                | نوفمبر 2012 |
| تيرا فورمارز (TERRA FORMARS テラフォーマーズ) | يو ساسوغا، كينيتشي واتانابه                    | سبتمبر 2011 |
| غول طوكيو (東京喰種 トーキョーグール Tōkyō Gūru) | سوي إيشيدا                                     | سبتمبر 2011 |
| أُسوغوي (嘘喰い Usogui) | توشيو ساكو                                     | أكتوبر 2005 |
| دبليو إكس واي (WxY ダブリューエックスワイ) | ماتشيكو مادوكا                                 | يونيو 2012  |
| زيتمان (ゼットマン Zettoman) | كاتسورا ماساكازو                               | أكتوبر 2002 |

### سلسلات سابقة
- أركانا
- باكامونو نو سوبيته (馬鹿者のすべて)
- الجنة الزرقاء
- كابتن تسوباسا: الطريق إلى 2002
- إلفن ليد
- غانتس
- هانابّه بازوكا
- هن
- إينوباكا
- كابّا نو كايكاتا (カッパの飼い方)
- ماد بول 34
- مازينساغا
- مي~تيرو نو كيموتشي
- مينّا أغيتشاو
- بوكو نو ماري
- نيكو جاناي مون
- نوزومي ويتشز
- أوسُ!! كاراته بو
- سالاريمان كينتارو
- ساموراي غان
- سكاي هاي
- كوجاكو-أوه
- كوكو نو هيتو
- كوه-كوه تيكّن-دن تاف

## وصلات خارجية
- الموقع الرسمي (باليابانية)